# Салон (річка)
Салон — річка у Франції.
Тече на сході країни. Є однією з приток річки Сона.
Річка із зимовим паводком, з грудня по березень включно, максимум — у січні-лютому. Найнижчий рівень води у річці влітку, у період з липня по вересень включно.
Довжина річки становить 71 км. Площа її водозбірного басейну — 410 км². Середньорічна витрата води — 4,6 м³/с.